# Recrear para el Crecimiento
Recrear para el Crecimiento fue un partido político de centroderecha liberal de la República Argentina. Fue formado en 2002 principalmente por miembros del sector de centroderecha de la Unión Cívica Radical, encabezados por Ricardo López Murphy. 
En 2008 López Murphy perdió las elecciones internas de su partido frente a Esteban Bullrich, integrante de la corriente macrista y ministro de Desarrollo Humano del Gobierno de la Ciudad de Buenos Aires bajo la jefatura de Mauricio Macri. Bajo el liderazgo de Esteban Bullrich el partido definió claramente una posición política de socio de Compromiso para el Cambio en la alianza Propuesta Republicana, para ser finalmente absorbido por el PRO en agosto de 2009.

## Historia

### Formación
Recrear para el crecimiento fue formado en septiembre de 2002 por el economista Ricardo López Murphy. López Murphy era afiliado a la Unión Cívica Radical y había sido ministro de Economía de Fernando de la Rúa durante dos semanas, antes de verse obligado a renunciar debido a la antipatía generada por su medidas de control del gasto.

#### Elecciones presidenciales de 2003
En 2003 Recrear para el Crecimiento firmó un acuerdo con el Movimiento Federal, una confederación de partidos provinciales, dando origen al Movimiento Federal Recrear. Esta alianza llevó como candidato presidencial a Ricardo López Murphy, obteniendo el tercer puesto con 18% de los votos.

#### Elecciones legislativas de 2005
En 2005, Recrear para el Crecimiento formó una alianza con Compromiso para el Cambio, dando origen a Propuesta Republicana. La alianza llevó a Mauricio Macri como candidato a diputado nacional por la ciudad de Buenos Aires y a Ricardo López Murphy como candidato a senador nacional en la Provincia de Buenos Aires. El primero resultó ganador con el 33,92% de los votos, delante de Afirmación para una República Igualitaria (21,89%) y Frente para la Victoria (20,28%). El segundo resultó quinto con 7,76% de los votos, detrás de Unión Cívica Radical (7,87%), Afirmación para una República Igualitaria (8,5%), Partido Justicialista (19,7%) y Frente para la Victoria (46,01%).

#### Elecciones presidenciales de 2007
El partido llevó nuevamente a Ricardo López Murphy como candidato a presidente. Esta vez, sin embargo, no recibió el apoyo de Compromiso para el Cambio. Mauricio Macri, su socio en Propuesta Republicana, sólo lo apoyó en Ciudad de Buenos Aires. El partido obtuvo un lejano sexto  puesto con apenas 1,45% de los votos. López Murphy, fue acompañado en la fórmula por Esteban Bullrich.

### Renuncia de López Murphy y fusión con el PRO (2008-2009)
Luego de las elecciones de 2007, el partido entró en una profunda crisis, producto de la división entre quienes deseaban mantenerse como partido independiente (liderados por Ricardo López Murphy) y quienes deseaban que el partido se fusione definitivamente con Compromiso para el Cambio (liderados por Esteban Bullrich).
En noviembre de 2007, López Murphy presentó su renuncia como presidente del partido, asumiendo interinamente Pablo Tonelli. El 6 de abril de 2008 se realizaron elecciones internas, en la que se enfrentaron dos listas: una liderada por López Murphy, proponiendo mantener la autonomía del partido, y otra liderada por Esteban Bullrich, proponiendo profundizar la alianza con Compromiso para el Cambio. Ese mismo día la lista de López Murphy impugnó las elecciones realizada en la provincia de Buenos Aires, sosteniendo que la lista ganadora había realizado fraude electoral.
Finalmente, el 19 de abril de 2008 Ricardo López Murphy anunció su renuncia a Recrear. Tras una asamblea realizada en agosto de 2009, de la que participaron varios referentes del partido, se decidió por 70 votos a 1 fusionarse a nivel nacional con Propuesta Republicana.

### Relanzamiento del partido y creación de Republicanos Unidos (2020)
De cara a las Elecciones legislativas 2021, en agosto de 2020, López Murphy decide volver a conformar el partido en busca de “defender la libertad en todos sus campos” debido a la fuerte discrepancia con el gobierno de Alberto Fernández pero a su vez también por una gran decepción con la administración anterior, de este modo y en busca de competir por una banca en el Congreso Nacional, el 9 de octubre se da a conocer el primer acuerdo de coalición el cual conformaría junto al Partido Libertario de Córdoba liderado por Agustín Spaccesi, pasándose a llamar Encuentro Republicano y a su vez, el mismo, integraría una coalición mucho más amplia junto al Partido Demócrata, el Partido Autonomista, el Partido Renovador Federal, el Movimiento Libertario Republicano y la Agrupación Desafío Argentino Republicano, la cual se denominaría, Frente Republicano.
El 9 de noviembre del mismo año, se llegó a un nuevo acuerdo el cual incluiría a los partidos anteriormente mencionados más la incorporación del Partido Mejorar y del Partido Unidos, llamándose en esta ocasión Republicanos Unidos. Tampoco se descartaron futuras alianzas o incorporaciones con otras fuerzas del liberalismo argentino.

## Elecciones presidenciales
|  | 18,27 % |

|  | 1,43 % |